# Naksa-Tag
Als Naksa-Tag (arabisch يوم النكسة, DMG yawm an-naksa ‚Tag des Rückschlags‘) wird der Jahrestag des Ausbruchs des 6-Tage-Krieges bezeichnet. Die palästinensische Bevölkerung gedenkt damit der Eroberung des Westjordanlandes, des Gazastreifens, Ost-Jerusalems und der Golanhöhen durch Israel vom 5. Juni bis 10. Juni 1967.
Naksa ist angelehnt an Nakba, den Jahrestag der Gründung Israels.
Der Naksa-Tag wird nicht nur zum Gedenken genutzt, sondern auch für Demonstrationen gegen Israel und für die Rückkehr zu den alten Grenzen von 1967. Am 5. Juni 2011 versuchten, wie schon 3 Wochen zuvor an Nakba, Demonstranten, die Grenzen auf den Golanhöhen zu stürmen. Mehrere Menschen wurden dabei von israelischen Soldaten erschossen.
Im Jahr 2024 fällt der Naksa-Tag auf den Jerusalemtag (28. Ijjar).